# كدخدالو
كدخدالو (بالإنجليزية: Kadkhodalu)‏ هي قرية تقع في أردبيل في إيران. يقدر عدد سكانها بـ 189 نسمة بحسب إحصاء 2016.